# رودريك لامب
رودريك لامب (بالهولندية: Roderick Lampe)‏ هو لاعب كرة قدم هولندي في مركز الهجوم، ولد في 10 يوليو 1985. شارك مع منتخب أروبا لكرة القدم. أما مع النوادي، فقد لعب مع SV Deportivo Nacional ‏.

## وصلات خارجية
- رودريك لامب على موقع قاعدة بيانات كرة القدم.إي يو (الإنجليزية)
- رودريك لامب على موقع ناشيونال فوتبول تيمز (الإنجليزية)